# 4-я полицейская моторизованная дивизия СС
4-я полицейская моторизованная дивизия СС (нем. 4. SS-Polizei-Panzergrenadier-Division) — тактическое соединение войск СС нацистской Германии, созданное 18 сентября 1939 года и принимавшее участие во Второй мировой войне.

## История создания
18 сентября 1939 года вышел приказ[чей?] о формировании полицейской дивизии (нем. Polizeidivision).
Полицейская дивизия сформирована в учебном лагере в Вандерне из личного состава полиции порядка (нем. Ordnungspolizei), годного к строевой службе. В момент своего сформирования Полицейская дивизия (Роlizei-Division) не была эсэсовским подразделением, хотя и подчинялась рейхсфюреру СС, который по должности был также шефом германской полиции. В связи с этим дивизия не получила обозначения «СС», а её военнослужащие в значительной части не были членами СС, имели звания полиции, а не СС, и носили знаки различия полиции порядка, а не руны СС на петлицах. В названиях основных подразделений дивизии также не было аббревиатуры, указывавшей на принадлежность к СС.
В январе 1941 года (17.1.41) Polizei division была передана под командование войск СС.[уточнить]
В соответствии как с немецкими, так и советскими документами в 1941 году во время боёв на территории СССР дивизия именовалась как SS-Polizei-Division. После взятия г. Луги от имени командующего 50-м армейским корпусом было распространено следующее сообщение (пер. с англ.):

Кому: SS-Polizei-Division.

24 августа 1941 года я отправил следующий телетайп рейхсфюреру Гиммлеру в штаб фюрера: «Сегодня SS-Polizei-Division, под моим командованием, смелым наступлением с востока захватила город Лугу…»
Сегодня пришел следующий ответ:

«КОМУ: господину генералу Линдеманну.

Сердечно благодарю Вас за ваш телетайп от 24 августа 1941 г. Я рад, что SS-Polizei-Division было позволено одержать эту победу под вашим командованием…

Ваш / подпись / Х. Гиммлер»
— Husemann, 2002, p. 54
В немецком документе под названием: «Обстановка на исходных позициях дивизии для наступления на Красногвардейск», сказано (пер. с англ.):

50 армейскому корпусу 09.09.41 захватить Красногвардейск… Полоса боевых действий:… Корпиково (SS-Polizei-Division) — Пос. Ильича (SS-Polizei-Division) — Соколово (SS-Polizei-Division) — железнодорожный мост через Ижору западнее Мельницы (SS-Polizei-Division) — Кирлово (SS-Polizei-Division) — Зайцево (SS-Polizei-Division).
SS-Polizei-Division поднимается 08.09.41 и ранним утром 9 сентября 1941 готова к наступлению.
— Husemann, 2002, p. 77–78
В советских документах различного уровня в 1941 году эта дивизия тоже обозначалась как дивизия СС, например, в докладе начальника штаба Лужского участка полковника Вербицкого:

К 18.00 9.8.41 г. противник на фронте 41 СК продолжает усиленную боевую разведку Лужских позиций… Особенно эта настойчивость начала проявляться 3-4.8.41 г., когда появились части дивизии СС…Сегодня ночью взят пленный в р-не Кут, принадлежащий к 3 полицейскому полку дивизии СС.
(стр.165-166. Илья Хомяков. ЛУЖСКИЙ РУБЕЖ: ХРОНИКА ГЕРОИЧЕСКИХ ДНЕЙ).
— Хомяков, И. Лужский рубеж : хроника героических дней. — СПб. : Аврора-Дизайн, 2014. — С. 165–166. — 264 с. — (Поле боя). — ISBN 978-93768-006-9.
10 февраля 1942 года приказом рейхсфюрера Г. Гиммлера дивизия официально была передана в войска СС.
В феврале 1943 года переформирована в полицейскую моторизованную дивизию СС (SS-Polizei-Panzergrenadier-Division).
22 октября 1943 года — в 4-ю полицейскую моторизованную дивизию СС (4. SS-Polizei-Panzergrenadier-Division).

## Боевой путь дивизии
С началом Западной кампании Полицейская дивизия была переведена в город Битбург, где стала частью резерва ОКХ. 9 июня 1940 года её части впервые вступили в бой неподалёку от Арденнского канала. После этого части дивизии сражались в Аргоннском лесу и на берегах Айсне. Из-за низкого уровня подготовки дивизия понесла ощутимые потери и в конце июня была выведена в резерв группы армий «А». После подписания перемирия с Францией части дивизии несли охранную службу в районе Парижа.
С началом войны против СССР использовалась на северном участке Восточного фронта. Пыталась взять Лугу вдоль железной дороги, но не смогла. Вошла в город после отступления РККА, совершив обходной манёвр. Далее участвовала в ликвидации Вырицкого котла. С сентября 1941 вела бои под Ленинградом. Пыталась взять штурмом Красногвардейск, но не смогла. Вошла в Красногвардейск после отступления советских войск из окружённого города. В декабре 1941 — январе 1942 дивизия участвовала в оборонительных боях на реке Волхов.
В середине марта дивизия была расположена южнее Чудово. 15 марта 1942 года части дивизии впервые замкнули кольцо окружения вокруг советской 2-й ударной армии на западе от Спасской Полисти. После полного окружения 2-й ударной армии дивизия участвовала в уничтожении её остатков в лесных массивах. Затем она участвовала в боях между поселками Отрадное и Ивановское. Позднее дивизия участвовала в боях на линии железной дороги Тосно — Колпино.
К концу 1943 года части дивизии понесли ощутимые потери, в результате этого она была сведена в одну слабую боевую группу. Группа была отправлена на берега Финского залива, где участвовала в боях в Ораниенбаумском котле. 14 ноября 1943 года остатки дивизии, за исключением боевой группы, были отправлены на переформирование в Грецию. Оставшаяся на Восточном фронте боевая группа участвовала в отражении всех советских атак. После этого боевая группа отошла через Котлы к реке Луга, а позднее в направлении Пскова. На юго-западе от Пскова группа действовала в районе Усатичи. После боёв она прибыла в район Опочки, где вошла в подчинение Латышского корпуса СС. В мае 1944 года боевая группа была расформирована и отправлена в Грецию.
На основе остатков прежнего состава и нового пополнения началось восстановление полицейской дивизии СС. Вначале формируемая дивизия дислоцировалась в Ларисе, а затем была переведена в Салоники. В процессе формирования части дивизии привлекались к локальным антипартизанским акциям против греческих партизан из ЭЛАС и ЭДЕС. Наиболее известными акциями были бои у Кардиса, Одессы и горы Пиндус. Позднее части дивизии участвовали в подобных операциях в западной части Греции. 10 июня 1944 года в отместку за засаду, устроенную греческими партизанами, части полицейской дивизии СС, в ходе карательной акции, приняли участие в разрушении деревни Дистомо и уничтожении его жителей. Всего карателями было убито 228 человек (включая 53 ребёнка). 28 августа 1944 года дивизия была переброшена в район югославского города Скопье. В этом районе она несла охрану железнодорожной ветки Скопье — Кралево и участвовала в антипартизанских акциях.
В середине сентября 1944 дивизия была отправлена в район венгерского города Темешвар. После передислокации она участвовала в боях у Темешвара, Арада, Сегеда. Осенью 1944 года дивизия действовала на берегах реки Тейсс, а затем была переведена в район восточнее Эстергома. В конце января 1945 года она была переброшена в Померанию и подчинена 11-й танковой армии СС. Дивизия прибыла в район юго-восточнее Штеттина и была брошена в наступление сначала в районе Старгарда, а затем в районе Арнсвальда. После Арнсвальда она была отправлена по железной дороге в Диршау. Прибыв на новый участок фронта, части дивизии были расположены между Данцигом и Готенхафеном. 20 марта 1945 года советская армия прорвала немецкую оборону. Части 4-й полицейской моторизованной дивизии оказались в Готенхафене. После оборонительных боёв дивизия отошла по маршруту Лауенбург — Ноештадт — Готенхафен. Затем она участвовала в обороне предместий Реды. Из Реды дивизия отошла в Хелу и 3—4 апреля 1945 года была эвакуирована морским путем в Свинемюнде.
Понёсшая к тому времени значительные потери, дивизия была собрана в районе Мюнхеберга и наспех пополнена различными частями. Отсюда к концу апреля остатки дивизии были переведены на позицию Эберсвальде — Нидерфинов. После обороны Эберсвальде группа полицейской дивизии отступила вначале к Хавелю, а затем к Нойруппину. Из Нойруппина оставшиеся чины 4-й полицейской дивизии ушли в Виттенберг и 2 мая 1945 года сдались американцам.

## Организационная структура

### Полицейская дивизия (1939)
- 1-й полицейский стрелковый полк (Polizei-Schützen-Regiment 1)
- 2-й полицейский стрелковый полк (Polizei-Schützen-Regiment 2)
- 3-й полицейский стрелковый полк (Polizei-Schützen-Regiment 3)
- 300-й армейский артиллерийский полк (Artillerie-Regiment 300)
- Полицейский сапёрный батальон (Polizei-Pionier-Bataillon)
- Полицейский противотанковый дивизион (Polizei-Panzerabwehr-Abteilung)
- 300-й батальон связи (Nachrichten-Abteilung 300)
- 300-й батальон снабжения

### Полицейская дивизия СС (1941)
- Командир дивизии:
  - Дивизионный штаб
    - 1 дивизионный штаб (4 станковых пулемёта)
    - 1 (моторизованный) картографический отряд

  - 1-й, 2-й и 3-й полицейские полки, каждый в составе:
    - 3 батальона, каждый из которых имеет:
      - 3 пехотные роты (каждая из которых имеет: 12 ручных пулемёта, 3 противотанковых ружья, 3 50-мм миномёта)
      - 1 рота тяжёлой пехоты (12 станковых пулемётов, 6-80-мм миномётов)
      - 1 рота поддержки пехоты (2 150-мм пехотных орудия и 6 75-мм ПТ-орудий)
      - 1 противотанковая батарея (2 50-мм Pak 38, 9 37-мм Pak 36 и 5 пулемётов)

  - Полицейский противотанковый дивизион
    - 3 (моторизованные) противотанковые батареи (6 50-мм Pak 38, 4 37-мм Pak 36 и 8 пулемётов на каждую)

  - Полицейский велосипедный батальон
    - 2 велосипедные роты (каждая с 3 50-мм миномёта, 2 пулемёта, 12 пулемётов, 3 противотанковых ружья)
    - 1 (моторизованная) рота поддержки, в составе:
    - 1 (моторизованный) сапёрный взвод (3 ручных пулемёта)
    - 1 самоходная противотанковая батарея (3 37-мм Pak 36 и 2 ручных пулемёта)
    - 1 миномётный взвод (6 80-мм миномётов)

  - Полицейский артиллерийский полк
    - Штабная батарея полка
    - 1-3-й артиллерийские батальоны, каждый в составе:
      - 3 (motZ) батареи (3 105-мм орудия LeFH 18 и 2 ручных пулемёта на каждую)

    - 4-й артиллерийский дивизион
      - 3 (motZ) батареи (3 150-мм sFH 18 и 2 ручных пулемёта на каждую)

  - Батальон связи
    - 1 (моторизованная) радиорота
    - 1 (моторизованная) телефонная рота
    - 1 (моторизованная) колонна обеспечения световых сигналов (2 БМГ)

  - Пионерский батальон
    - 1 (моторизованная) пионерская рота (9 ручных пулемётов и 3 противотанковых ружья)
    - 2 пионерские роты (9 ручных пулемётов и 3 противотанковых ружья на каждую)
    - 1 лёгкая инженерная колонна снабжения (2 пулемёта)

  - 1 (моторизованный) взвод управления дивизии
  - 1 (моторизованная) мясницкая рота
  - 1 (моторизованная) пекарня
  - 10 (мот) лёгких колонн снабжения (по 2 пулемёта на каждую)
  - 1 (моторизованная) колонна снабжения лёгким топливом (2 ручных пулемёта)
  - 1 (моторизованная) рота технического обслуживания (2 ручных пулемёта)
  - 1 (моторизованная) рота лёгкого снабжения (2 ручных пулемёта)
  - 1 (моторизованная) медицинская рота (2 ручных пулемёта)
  - 1 (не мот.) медицинская рота (2 ручных пулемёта)
  - 2 роты скорой помощи (2 ручных пулемёта на каждую)
  - 1 (моторизованная) рота военной полиции
  - 1 (моторизованная) полевая почта
  - 1 ветеринарная рота[4]

### 4-я полицейская моторизованная дивизия СС
- 7-й моторизованный полк СС (SS-Panzergrenadier Regiment 7)
- 8-й моторизованный полк СС (SS-Panzergrenadier Regiment 8)
- 4-й артиллерийский полк СС (SS-Artillerie Regiment 4)
- 4-й танковый батальон СС (SS-Panzer-Abteilung 4)
- 4-й дивизион штурмовых орудий СС (SS-Sturmgeschütz-Abteilung 4)
- 4-й противотанковый артиллерийский дивизион СС (SS-Panzerjäger-Abteilung 4)
- 4-й зенитный артиллерийский дивизион СС (SS-Flak-Abteilung 4)
- 4-й разведывательный батальон СС (SS-Panzer-Aufklärungs-Abteilung 4)
- 4-й сапёрный батальон СС (SS-Pionier-Bataillon 4)
- 4-й батальон связи СС (SS-Nachrichten-Abteilung 4)
- 4-й ремонтно-восстановительный батальон СС (SS-Panzer-Instandsetzungs-Abteilung 4)
- 4-й батальон тылового обеспечения СС (SS-Wirtschafts-Bataillon 4)
- 4-й санитарный батальон СС (SS-Sanitäts-Abteilung 4)
- 4-й полевой резервный батальон СС (SS-Feldersatz-Bataillon 4)
- 4-й ветеринарная рота СС (SS-Polizei-Veterinar-Kompanie 4)
- 4-й взвод военных корреспондентов СС (SS-Kriegsberichter-Zug 4)
- 4-е взвод полевой жандармерии СС (SS-Feldgendarmerie-Trupp 4)[5]

## Командиры
- 15 ноября 1939 — 1 сентября 1940 группенфюрер СС и генерал-лейтенант полиции Карл Пфеффер-Вильденбрух
- 1 сентября — 8 сентября 1940 группенфюрер СС и генерал-лейтенант полиции Конрад Хичлер
- 8 сентября — 10 ноября 1940 группенфюрер СС и генерал-лейтенант полиции Карл Пфеффер-Вильденбрух
- 10 ноября 1940 — 10 августа 1941 группенфюрер СС и генерал-лейтенант полиции Артур Мюльферштедт
- 16 августа 1941 — 18 августа 1941 группенфюрер СС и генерал-лейтенант полиции Эмиль Хёринг
- 18 августа — 15 декабря 1941 обергруппенфюрер СС Вальтер Крюгер
- 15 декабря 1941 — 14 мая 1942 штандартенфюрер СС Альфред Вюнненберг
- 15 мая 1942 — 18 июля 1942 оберфюрер СС Альфред Борхерт
- 19 июля 1942 — 10 июня 1943 бригадефюрер СС и генерал-майор полиции Альфред Вюнненберг
- 1 июня — 18 августа 1943 бригадефюрер и генерал-майор полиции Фриц Шмедес
- 18 августа — 20 октября 1943 бригадефюрер СС и генерал-майор полиции Фриц Фрейтаг
- 20 октября 1943 — 19 апреля 1944 оберфюрер СС Фридрих-Вильгельм Бок
- 19 апреля — … май 1944 бригадефюрер и генерал-майор полиции Юрген Вагнер
- .. май — 7 мая 1944 оберфюрер СС Фридрих-Вильгельм Бок
- 7 мая — 22 июля 1944 бригадефюрер и генерал-майор полиции Герберт-Эрнст Фаль
- 22 июля — 16 августа 1944 штандартенфюрер СС Карл Шюмерс
- 16 августа — 22 августа 1944 оберфюрер СС Хельмут Дёрнер
- 22 августа — 27 ноября 1944 бригадефюрер СС и генерал-майор полиции Фриц Шмедес (по другим данным (источник), 12 декабря 1944 г. был отстранён от командования Гиммлером за отказ выполнять бессмысленный приказ и переведён в 36-ю дивизию СС)
- 27 ноября 1944 — 1 марта 1945 штандартенфюрер СС Вальтер Харцер[5]
- март 1945 штандартенфюрер СС Фриц Гёлер
- март — 8 мая 1945 штандартенфюрер СС Вальтер Харцер

## Награждённые Рыцарским крестом Железного креста

### Рыцарский Крест Железного креста (19)
- Ганс-Кристиан Шульце — 11 сентября 1941 — штандартенфюрер СС и полковник полиции, командир 2-го полицейского стрелкового полка СС
- Альфред Вюнненберг — 15 ноября 1941 — штандартенфюрер СС и полковник полиции, командир 3-го полицейского стрелкового полка СС
- Вальтер Крюгер — 13 декабря 1941 — бригадефюрер СС и генерал-майор Ваффен СС, командир Полицейской дивизии СС
- Рудольф Паннир — 11 мая 1942 — майор полиции, командир 1-го батальона 2-го полицейского стрелкового полка СС
- Хельмут Дёрнер — 15 мая 1942 — штурмбаннфюрер СС и майор полиции, командир 2-го батальона 2-го полицейского стрелкового полка СС
- Отто Гизеке — 30 сентября 1942 — штандартенфюрер СС и полковник полиции, командир 1-го полицейского стрелкового полка СС
- Карл Шюмерс — 30 сентября 1942 — штурмбаннфюрер СС и майор полиции, командир 2-го батальона 1-го полицейского стрелкового полка СС
- Вильгельм Дитрих — 15 октября 1942 — гауптштурмфюрер СС и капитан полиции, командир 3-го батальона 1-го полицейского стрелкового полка СС
- Рудольф Зайтц — 21 октября 1942 — унтершарфюрер СС и вахмистр полиции, командир орудия в 1-й роте 4-го полицейского противотанкового артиллерийского дивизиона СС
- Фридрих-Вильгельм Бок — 28 марта 1943 — оберштурмбаннфюрер СС и подполковник полиции, командир 2-го дивизиона 4-го полицейского артиллерийского полка СС
- Ганс Траупе — 23 февраля 1944 — штурмбаннфюрер СС и майор полиции, командир 1-го батальона 3-го полицейского моторизованного полка СС
- Йоханнес Шерг — 23 октября 1944 — оберштурмфюрер СС, командир 1-й роты 4-го полицейского разведывательного батальона СС
- Карл Ауэр — 31 октября 1944 — гауптштурмфюрер СС, командир 1-го батальона 8-го полицейского моторизованного полка СС
- Рихард Утгенаннт — 16 ноября 1944 — гауптштурмфюрер СС, командир 3-й роты 4-го полицейского танкового батальона СС
- Отто Прагер — 9 декабря 1944 — штурмбаннфюрер СС и майор полиции, командир 7-го полицейского моторизованного полка СС
- Алоиз Эттхёфер — 17 марта 1945 — штурмбаннфюрер СС и майор полиции, командир 4-го полицейского танкового батальона СС
- Мартин Таппе — 28 марта 1945 — оберштурмбаннфюрер СС, командир 8-го полицейского моторизованного полка СС
- Ганс Хавик — 9 мая 1945 — унтерштурмфюрер СС, командир взвода 1-й роты 4-го полицейского танкового батальона СС (награждение не подтверждено)
- Хайнц Юргенс — 9 мая 1945 — гауптштурмфюрер СС, командир 4-го полицейского разведывательного батальона СС (награждение не подтверждено)

### Рыцарский Крест Железного креста с Дубовыми листьями (2)
- Альфред Вюнненберг (№ 91) — 23 апреля 1942 — бригадефюрер СС и генерал-майор полиции, командир Полицейской дивизии СС
- Хельмут Дёрнер (№ 650) — 16 ноября 1944 — штандартенфюрер СС, командир 8-го полицейского моторизованного полка СС

### Рыцарский Крест Железного креста с Дубовыми листьями и Мечами (1)
- Хельмут Дёрнер (№ 129) 1 февраля 1945, оберфюрер СС, командир боевой группы 4-й полицейской моторизованной дивизии СС